# Busunglück von Deutschlandsberg
Das Busunglück von Deutschlandsberg ereignete sich am 24. Januar 1999 im Ortsteil Trahütten der Gemeinde Deutschlandsberg und zählt zu den schwersten Busunfällen Österreichs, bei dem 18 Menschen ums Leben kamen.

## Unfallhergang
Ein Bus beförderte 45 Personen, hauptsächlich Jugendliche im Alter zwischen 15 und 18 Jahren aus zwei Schulen in Kőszeg. Sie waren am Ende des ersten Tages einer Skiwoche auf dem Rückweg zu ihrer Unterkunft im Schloss Limberg. Gegen 16:45 Uhr war der Fahrer auf einem Steilhang nicht mehr in der Lage, den Bus zu bremsen. Er kollidierte mit der Leitplanke auf der linken Straßenseite, konnte den Bus jedoch um zwei weitere Kurven lenken und überholte mehrere andere Fahrzeuge. In der dritten Kurve kam der Bus bei einer Geschwindigkeit 100 Kilometern pro Stunde (laut Fahrtenschreiber) von der Straße ab, fuhr durch eine Böschung und kollidierte nach etwa 15 Metern mit dem gegenüberliegenden Erdhang unterhalb eines Bauernhauses, überschlug sich mehrmals und blieb mit dem Dach nach unten gekehrt neben einem Baum liegen. Der Sturz wurde vom Hausbesitzer durch das Küchenfenster beobachtet. 18 Menschen wurden getötet und 32 verletzt, 17 davon schwer.

## Nachwirkung
Rettungskräfte erreichten die Unfallstelle rasch, da sie in unmittelbarer Nähe einen kleineren Unfall versorgt hatten. Einige Eltern folgten dem Bus in einem Auto, darunter eine Ärztin, die beim Beginnen der Erste-Hilfe-Handlungen die Leiche ihrer eigenen Tochter fand. Die Verletzten wurden in die Krankenhäuser Deutschlandsberg und Graz gebracht und in weiterer Folge dort behandelt. Innerhalb von drei Tagen waren alle Toten identifiziert. Der Unfall fiel zeitlich mit einem Gipfeltreffen der Staats- und Regierungschefs Österreichs, Ungarns und der Slowakei zusammen. Der ungarische Ministerpräsident Viktor Orbán plante einen Besuch der Verletzten, Ungarn rief für den 31. Januar einen nationalen Trauertag aus.

## Erklärungsversuche
Die Straße war zum Unfallzeitpunkt weder verschneit noch vereist. Die Untersuchung des Unfalls ergab, dass der Bus zwanzig Jahre alt war und eine hohe Kilometerleistung aufwies. Es waren keine Bremsspuren auf der Straße zu sehen, und man kam zu dem Schluss, dass die Bremsen trotz einer Prüfung und bestandener Prüfung einige Monate zuvor versagt hatten. Der Fahrer, einer der Schwerverletzten des Unfalls, gab an, sehr müde gewesen zu sein, da er sich seit seinem letzten Einsatz nicht ausreichend ausgeruht hatte. Er wurde für schuldig befunden, den Bus in den Leerlauf geschaltet zu haben, wodurch er den Motor nicht zum Bremsen nutzen konnte, obwohl er laut eigener Aussage mit beiden Händen versucht hatte, den Gang zu wechseln. Er wurde vom Landesgericht für Strafsachen Graz wegen rücksichtsloser Gefährdung zu drei Jahren Haft verurteilt, aber nach 15 Monaten freigelassen und kehrte nach Szombathely zurück, wo er im August 2001 starb.